# Sofía Otero
Sofía Otero (ur. 31 marca 2013 w Barakaldo) – hiszpańska dziecięca aktorka filmowa, pochodząca z Kraju Basków.
Swoją pierwszą filmową rolę zagrała w filmie 20 000 gatunków pszczół (2023) w reżyserii Estibaliz Urresola Solaguren. Pokonała w castingach 500 innych kandydatek. Za kreację dziecka transpłciowego zdobyła Srebrnego Niedźwiedzia za najlepszą rolę główną na 73. MFF w Berlinie. Odbierając nagrodę miała zaledwie 9 lat.